# Första slaget om Kristianstad
Första slaget om Kristianstad kallas staden Kristianstads fall under det skånska kriget 1676. Staden återtogs av Sverige 1678.